# McLaughlin (cráter marciano)
McLaughlin es un antiguo cráter perteneciente al cuadrángulo Oxia Palus de Marte, localizado en las coordenadas 21.9° Norte de latitud y 337.63° Este de longitud. Tiene un diámetro de 91 km y una profundidad de 1,4 km.
El cráter lleva este nombre en memoria del astrónomo estadounidense Dean B. McLaughlin (1901-1965).

## Antigua presencia de agua en McLaughlin
El Mars Reconnaissance Orbiter ha encontrado evidencias de la presencia de agua en la superficie del cráter hace entre 3700 y 4000 millones de años, y de que permaneció el tiempo suficiente como para formar minerales arcillosos carbonatados depositados en capas.
|  |  |

McLaughlin, uno de los cráteres más profundos sobre Marte, contiene arcillas con presencia de hierro, magnesio y carbonatos, que probablemente se formaron en un lago alcalino alimentado por aguas subterráneas. Este tipo de lago podría haber tenido una biosfera masiva de organismos microscópicos.